# Битка код Мерса Матруха
Битка код Мерса Матруха (26–29. јуна 1942) била је део рата у пустињи на Северноафричком фронту у Другом светском рату. Вођена је непостредно после савезничког пораза у бици код Газале; Ромел је успео да пресече пут британском 10. и 13. корпусу који су се повлачили у Египат, али снаге Осовине нису биле довољно јаке да спрече савезнички пробој. У руке Осовине пала је тврђава Мерса Матрух и 6.000 заробљеника, али је остатак Осме армије успео да се повуче до Ел Аламејна.

## Увод

### Пад Тобрука
Након пораза у бици код Газале, Осма армија повукла се у Египат са свега 70 исправних тенкова, оставивши снажан гарнизон у Тобруку (4 пешадијске и 1 тенковску бригаду).  Тобрук је издржао 9 месеци опсаде 1941, али овог пута британска морнарица није могла да гарантује снабдевање посаде и главокомандујући генерал Окинлек је сматрао да се Тобрук може напустити, али је очекивао да се може бранити 2 месеца.  21. јуна, под још нејасним околностима, 35.000 војника Осме армије у Тобруку предало се генералу Енеји Наваринију, заповеднику италијанског 21. корпуса. Пад Тобрука након само једног дана борбе био је изненађење за обе стране. Британци су изгубили упориште у залеђу противника, које је ометало линије снабдевања Осовине приликом операција на граници Либије и Египта, док су снаге Осовине заробиле огромне количине залиха и добиле луку за снабдевање близу Египта.

### Британско повлачење
Након пада Тобрука, Ромел је појурио у стопу за Осмом армијом која се повлачила на исток. Његова намера је била да Осму армију натера на борбу и победи по деловима, пре него што су Британци имали прилику да подигну нове јединице и реорганизују се иза одбрамбене линије. Иако су његове снаге биле ослабљене у бици код Газале, имао је брзину, самопоуздање и изненађење на својој страни. 21. Панцер дивизија добила је само једана дан за опоравак и већ 22. јуна послата је низ обалски друм за Египат. Залихе горива и муниције заробљене у Тобруку снабделе је снаге Осовине за њихов продор до границе и даље.
Снаге Осовине стигле су до границе Египта већ 23. јуна, пратећи у стопу британски 13. корпус, који није имао времена да се утврди на граници, и повукао се без борбе 190 км даље до утврђених положаја у Мерса Матруху.

### Планови Осовине
Након успеха Операције Венеција (нем.Unternehmen Venezia) и заузећа Тобрука, команда Осовине одустала је инвазије на Малту (Операција Херкулес) у корист Операције Аида (нем.Unternehmen Aïda), инвазије Египта ради заузимања Суецког канала.
Ромел је намеравао да потисне британске оклопне снаге од Мерса Матруха и опколи британску пешадију у тврђави (као у бици код Газале). Афрички корпус стигао је до Мерса Матруха 25. јуна увече, под непрестаним нападима РАФ: британски авиони уништили су конвој са горивом ујутро 26. јуна, па је напад одложен за поподне. Ромелови подаци о распореду Савезника били су ограничени, пошто је немачка јединица за пресретање радио-порука (621. сигнални батаљон) откривена и уништена код Газале. 

### Британски планови
Након пораза у Газали и губитка Тобрука, генерал Окинлек је 22. јуна понудио своју оставку, која није прихваћена, па је 25. јуна сменио генерала Ричија и лично преузео команду Осме армије. Последњи одбрамбени положај пре Александрије био је код Ел Аламејна, и Окинлек је сместа почео да га утврђује, али је одбрамбена битка у покрету имала да се води од Мерса Матруха до Ел Аламејна. Мерса Матрух био је мала лука, утврђена 1940. приликом италијанске инвазије Египта и додатно пред операцију Крсташ. Била је то последња обалска тврђава у рукама Савезника, у свему налик на мању верзију Тобрука.
Положаје код Мерса Матруха бранили су 10. корпус у граду (2 пешадијске дивизије) и 13. корпус на гребену Сиди Хамаза јужно од града (2 пешадијске дивизије и 1. оклопна дивизија). 1. оклопна дивизија, попуњена након губитака код Газале, штитила је јужни (пустињски) бок; имала је 22. и 4. оклопну бригаду са укупно 159 тенкова (од тога 60 америчких М3 Грант са топом од 75 мм).  Између два корпуса била је равница заштићена плитким минским пољем, које су браниле две чете индијске пешадије.
Британски циљеви били су противречни, што је смањило ефикасност јединица (које су биле бројно јаче од снага Осовине): требало је нанети што теже губитке непријатељу, али се није смело ризиковати опкољавање у тврђави; комуникација између два корпуса била је слаба.

## Битка

### Напад Осовине
Ромелов напад почео је 26. јуна поподне нападом на 13. корпус јужно од тврђаве: 21. Панцер и 90. лака дивизија очистиле су минско поље и уништиле индијску пешадију иза њега, док је 15. Панцер дивизија заустављена од 22. оклопне бригаде.
У зору 27. јуна напад Осовине јужно од Матруха је настављен: 90. лака дивизија уништила је један британски батаљон, али је задржана артиљеријом , док је јужно од ње 21. Панцер дивизија обухватила 2. новозеландску дивизију и пресекла јој повлачење, али су се Новозеланђани и даље успешно бранили.
У подне 27. јуна, генерал Окинлек послао је наређење командантима корпуса да се у случају опасности од опкољавања сместа повуку и тако сачувају јединице.
У сумрак, 90. лака дивизија пробила се до обалског друма иза тврђаве, пресецајући тако одступницу 10. корпусу.

### Повлачење 13. корпуса
Обзиром на окружење 2. НЗ дивизије, заповедник 13. корпуса генерал Гот затражио је дозволу за повлачење. Заправо, Афрички корпус био је у опасности: 90. лака дивизија била је сама на источном друму, 21. панцер дивизија била је 24 км далеко, притиснута од 2. НЗ дивизије, а 15. Панцер дивизија и италијански 20. моторизовани корпус били су блокирани од 1. оклопне дивизије. Међутим, пажња савезничких команданата била је усмерена на то да избегну опкољавање по сваку цену.
Дана 27. јуна у 21:20 генерал Окинлек наредио је повлачење Осме армије на нови положај код Фуке (48 км источно од Матруха). 28. јуна у 2:00 2. НЗ дивизија успешно се пробила кроз пешадијске јединице (тзв. панцер-гренадири) 21. Панцер дивизије (у борби бајонетима, побивши чак и немачке рањенике) и цео 13. корпус повукао се до Фуке; за 3 дана борбе 2. НЗ дивизија изгубила је око 800 људи, укључујући и команданта.

### Пробој 10. корпуса
Током ноћи, 10. корпус у Мерса Матруху је нападао према југу да олакша положај 13. корпуса, не знајући да се овај већ повукао; због грешке на везама, Окинлеково наређење предато је заповеднику 10. корпуса тек 28. јуна ујутро.  Те ноћи, 10. корпус се поделио у мале колоне и пробио се на југ, обилазећи положаје 90. лаке дивизије на друму, али је 10. индијска дивизија сузбијена натраг у тврђаву; за то време, немачке оклопне дивизије већ су кренуле за 13. корпусом, остављајући око тврђаве само Италијане (оклопну дивизију Литорио и 2 пешадијске дивизије). Након тешког бомбардовања, тврђава се предала 29. јуна: заробљено је 6.000 савезничких војника и велика количина залиха и опреме
21. Панцер дивизија пресрела је неке британске колоне код Фуке и заробила још 1.600 људи. Трка кроз пустињу за осталим колонама 10. корпуса наставила се све до Ел Аламејна, али је око 60% 10. корпуса успело да се извуче.

### Анализа
Брзина напредовања немачке Оклопне армије омогућила јој је да одсече британски 13. и 10. корпус, али су снаге Осовине биле преслабе да спрече Британце да се пробију. 13. корпус повукао се увече 27. јуна, али је лоша комуникација оставила 10. корпус сам у тврђави Мерса Мартух. 10. корпус пробио се следећег јутра, али је оставио за собом 6.000 људи и велики део опреме и залиха.

## Последице
Осма армија наставила је да се повлачи на исток, сукобљавајући се успут са снагама Осовине више пута. Покушај регруписања код Фуке је напуштен и Окинлек је наредио повлачење 160 km све до Ел Аламејна, 100 km западно од Александрије. Повлачење је довело Осму армију близу њене базе, што је учинило снабдевање друмом много ефикаснијим, а географска непроходност депресије Катара, 64 km на југ отежала је обилазне маневре Осовине. До 25. јуна, Афрички корпус спао је на 60 тенкова, а италијански 20 корпус имао је само 14 исправних тенкова. Користећи залихе заробљене у Тобруку, на граници и у Мерса Матруху, Оклопна армија је досегла Ел Аламејн 30. јуна. Снабдевање снага Осовине тако далеко на исток од Газале постало је много теже, пошто је већина њихових залиха и даље долазила из Триполија, удаљеног 1.400 миља.